# Campeonato Alagoano de Futebol - Segunda Divisão
O Campeonato Alagoano de Futebol da Segunda Divisão é a divisão de acesso ao Campeonato Alagoano de Futebol. Geralmente é disputado por equipes semi-profissionalizadas, ou equipes das cidades menores do estado, porém, já contou com a participação do CSA, um dos dois maiores clubes do estado.

## Lista de Campeões
- Em 1999 o São Domingos foi o único a se inscrever na Segunda Divisão então foi declarado campeão.

### Títulos Por Clube
| Clube                 | Campeão | Anos do Títulos  | Vice | Anos do Vice                              |
| --------------------- | ------- | ---------------- | ---- | ----------------------------------------- |
| Penedense             | 3       | 2000, 2004, 2023 | 2    | 2011, 2015                                |
| Santa Rita            | 3       | 2007, 2009, 2013 | 0    |                                           |
| Sete de Setembro      | 2       | 1994, 2015       | 3    | 2002, 2003, 2018                          |
| Ipanema               | 2       | 1989, 2014       | 1    | 2005                                      |
| CSE                   | 2       | 2002, 2019       | 2    | 1997, 2008                                |
| Coruripe              | 2       | 2003, 2022       | 1    | 2013                                      |
| Bom Jesus             | 2       | 1990, 2001       | 0    |                                           |
| Corinthians           | 2       | 1992, 1997       | 0    |                                           |
| CSA                   | 2       | 2005, 2010       | 0    |                                           |
| CEO                   | 2       | 2011, 2016       | 0    |                                           |
| Igaci                 | 2       | 2006, 2024       | 1    | 2001                                      |
| Jacyobá               | 1       | 2018             | 2    | 1991, 1998                                |
| Ipiranga              | 1       | 1941             | 1    | 1943                                      |
| União                 | 1       | 2009             | 1    | 2012                                      |
| Dimensão Saúde        | 1       | 2017             | 1    | 2004                                      |
| Comércio              | 1       | 1942             | 0    |                                           |
| Olavo Bilac           | 1       | 1943             | 0    |                                           |
| Capela                | 1       | 1991             | 0    |                                           |
| CS Miguelense         | 1       | 1995             | 0    |                                           |
| São Sebastião         | 1       | 1996             | 0    |                                           |
| Murici                | 1       | 1998             | 0    |                                           |
| São Domingos          | 1       | 1999             | 1    | 1996                                      |
| Capelense             | 1       | 2008             | 0    |                                           |
| Comercial             | 1       | 2012             | 0    |                                           |
| Desportivo Aliança    | 1       | 2020             | 0    |                                           |
| Cruzeiro de Arapiraca | 1       | 2021             | 0    |                                           |
| Zumbi                 | 0       |                  | 7    | 1995, 2017, 2019, 2021, 2022, 2023 e 2024 |
| Sport Atalaia         | 0       |                  | 2    | 2010 e 2014                               |
| Universal             | 0       |                  | 2    | 2006 e 2007                               |
| Andaraí               | 0       |                  | 1    | 1941                                      |
| Santa Cruz de Penedo  | 0       |                  | 1    | 1992                                      |
| Internacional         | 0       |                  | 1    | 2000                                      |
| Miguelense FC         | 0       |                  | 1    | 2016                                      |
| FF Sport              | 0       |                  | 1    | 2020                                      |